# مامی کویاما
مامی کویاما (انگلیسی: Mami Koyama; ۱۷ ژانویهٔ ۱۹۵۵ – ) صداپیشه، بازیگر، و راوی (روایت) اهل ژاپن بود.
از فیلم‌ها یا برنامه‌های تلویزیونی که وی در آن نقش داشته‌است می‌توان به بازیگر هزاره اشاره کرد.